# Guadamur
Guadamur este o localitate din provincia Toledo, în comunitatea Castilla-La Mancha.

## Toponimia
Termenul "Guadamur" (قدمر), potrivit unor studii ar semnifica în arabă 'râul valurilor'; totuși, alți specialiști gândesc ca provine din 'wadi al-mur' râul zidului , în referință la o anumită construcție hidraulică romană sau vizigotă.

## Geografia
Satul se găsește lângă un vechi drum de transhumanță, din ținutul munților Montes de Toledo , se învecinează cu terenuri aparținand orașului Toledo în nord, Argés în est, Casasbuenas la sud, Polan sud vest, toate aparținand administrativ de Toledo.

## Istoria
Resturile anterioare erei noastre sunt puține, o piatră neolitică de curățat și un topor de rocă metamorfică. Populațiile anterioare romanilor făceau parte din triburile carpetane. Resturile romane arata o mică prezentă romană în localitate.
Epoca vizigotă lasa o urmă mult mai importantă în localitate, în 1858 a fost descoperit Tezaurul de Guarrazar.
În secolele XIII, XIV și XV localitatea experimentează o transformare către regimul seniorial.
Guadamur intră in evul mediu sub stăpânirea lui Pero Lopez de Ayala fiu de cancilier regal și mare primar de Toledo. 
Acesta era stăpânul absolut: judeca, pedepsea, amenda, și punea tributul. În 1808 un detașament francez care forma parte din armata lui Napoleon și care au ocupat Toledo , erau cazați la castelul din localitate. Populația fiind ostilă soldaților francezi.
În Razboiul Civil Spaniol localitatea a susținut A doua republică spaniolă până la sfârșitul conflictului.

## Monumente
Cel mai important este Castelul de Guadamur
1. ↑  Nomenclátor Geográfico de Municipios y Entidades de Población (20240402 edition)